# Finales de la NBA de 2022
Las Finales de la NBA de 2022 fueron las series definitivas de los playoffs del 2022 y supusieron la conclusión de la temporada 2021-22 de la NBA. El título se disputó, al mejor de siete partidos, siendo el primer encuentro el 2 de junio y finalizando, el 16 de junio.
Las finales, patrocinadas por servicio de streaming YouTube, se conocen bajo el nombre del patrocinio: 2022 NBA Finals presented by YouTube TV, y las disputaron el vencedor de la Final de la Conferencia Este, los Boston Celtics, y el vencedor de la Final de la Conferencia Oeste, los Golden State Warriors, que se llevaron la serie (4-2), ganado el séptimo título para la franquicia, y donde Stephen Curry fue elegido MVP de las Finales.

## Enfrentamientos previos en temporada regular
| Reportaje   | Fecha      | Equipos                                | Resultado | Lugar                                       |
| ----------- | ---------- | -------------------------------------- | --------- | ------------------------------------------- |
| Reportaje 1 | 17/12/2021 | Boston Celtics - Golden State Warriors | 107 - 111 | TD Garden, en Boston (Massachusetts)        |
| Reportaje 2 | 16/3/2022  | Golden State Warriors - Boston Celtics | 88 - 110  | Chase Center, en San Francisco (California) |

## Camino hacia las Finales de la NBA
La trayectoria en las eliminatorias de playoffs de ambos equipos ha sido: 
|  | Equipo                | Primera ronda        | Semifinales de Conferencia | Finales de Conferencia |
|  | --------------------- | -------------------- | -------------------------- | ---------------------- |
|  | Boston Celtics        | Ganó a Brooklyn, 4-0 | Ganó a Milwaukee, 4-3      | Ganó a Miami, 4-3      |
|  | Golden State Warriors | Ganó a Denver, 4-1   | Ganó a Memphis, 4-2        | Ganó a Dallas, 4-1     |

## Partidos de la Final

### Partido 1
| 2 de junio                  | Boston Celtics                                            | 120–108 (Series: 1–0) | Golden State Warriors                                                      | |  |  |
|                             | Parciales: 28–32, 28–22, 24–38, 40–16                     |                       |                                                                            | |  |  |
|                             | Estadísticas Al Horford 26 Jaylen Brown 7 Jayson Tatum 13 | Reporte Pts Reb Asts  | Estadísticas Stephen Curry 34 Draymond Green 11 Curry, Green, Looney 5 c/u | Pabellón: Chase Center, San Francisco, California Asistencia: 18.064 espectadores Árbitros: Marc Davis, John Goble, James Williams |  |  |
| Boston lidera la serie, 1–0 |                                                           |                       |                                                                            | |  |  |
|                             |                                                           |                       |                                                                            | |  |  |

Después de jugar 141 partidos de playoffs sin aparecer en las Finales de la NBA, Al Horford lideró la victoria de Boston con 26 puntos, incluida una racha de 8-0 para darle a su equipo la ventaja en el último cuarto cuando los Celtics superaron a los Warriors 40-16. Jaylen Brown también ayudó a provocar una racha de 17-0, anotando 10 de sus 24 puntos en ese último cuarto. Jayson Tatum tuvo un mal porcentaje en tiros, acertó 3 de 17 tiros de campo, para anotar 12 puntos, aunque acabó con un máximo de su carrera de 13 asistencias, la mejor de un debutante en la historia de las finales.
Por los Warriors, Stephen Curry tuvo un buen comienzo, anotando 21 puntos y anotando 6 de 8 desde más allá de la línea de tres en el primer cuarto, la mayor cantidad de triples en un solo cuarto en la historia de las Finales. Además, los 21 puntos fueron la mayor cantidad anotada en un solo cuarto desde los 22 de Michael Jordan en el último cuarto del cuarto partido en 1993. Sin embargo, Curry falló más de lo debido el resto del partido, anotando 5 de 16 en los últimos tres periodos, cuando los Warriors desperdiciaron una ventaja de 92–80 antes del último cuarto. A pesar de conseguir 11 rebotes, Draymond Green anotó solo 2 de 12 en tiros de campo y 0 de 3 en tiros libres, siendo eliminado por faltas a un minuto para el final del cuarto.
La remontada de los Celtics fue la mayor en las Finales después de tres cuartos desde que los Chicago Bulls superaron una diferencia en contra de 15 puntos para vencer a los Portland Trail Blazers en el sexto partido de 1992. La victoria también llevó el récord de los Celtics a 8-2 fuera de casa en estos playoffs, mientras que los Warriors cayeron a 9-1 en casa. Ambos equipos también anotaron 40 triples combinados, la mayor cantidad en un partido de Finales de la NBA, superando el récord anterior de 35 establecido en 2017.

### Partido 2
| 5 de junio          | Boston Celtics                                           | 88–107 (Series: 1–1) | Golden State Warriors                                         | |  |  |
|                     | Parciales: 30–31, 20–21, 14–35, 24–20                    |                      |                                                               | |  |  |
|                     | Estadísticas Jayson Tatum 28 Al Horford 8 Marcus Smart 5 | Reporte Pts Reb Asts | Estadísticas Stephen Curry 29 Kevon Looney 7 Draymond Green 7 | Pabellón: Chase Center, San Francisco, California Asistencia: 18.064 espectadores Árbitros: Zach Zarba, Tony Brothers, Josh Tiven |  |  |
| Serie empatada, 1–1 |                                                          |                      |                                                               | |  |  |
|                     |                                                          |                      |                                                               | |  |  |

Curry anotó 29 puntos y Golden State superó a Boston 35-14 en el tercer cuarto para empatar la serie con una victoria de 107-88. Los Warriors superaron a los Celtics 43-14 desde finales del segundo cuarto hasta principios del cuarto, transformando un partido hasta ese momento igualado en una paliza. Jordan Poole añadió 17 puntos para Golden State, incluido un triple desde doce metros, a pocos segundos del final del tercer cuarto, lo que les dio una ventaja de 23 puntos. Boston cometió 19 pérdidas de balón, que los Warriors convirtieron en 33 puntos.
Green logró nueve puntos, cinco rebotes y siete asistencias para Golden State, pero destacó sobre todo por su agresividad en defensa y juego físico. Forzó un salto entre dos a Horford a los 13 segundos del partido, y fue el principal defensor de Brown, dejándolo en 5 de 17 tiros de campo. Tatum se recuperó de sus malos tiros en el primer partido, anotando 21 puntos en la primera mitad, con un 7 de 16. Brown añadió 15 puntos en la primera mitad, pero Boston seguía perdiendo por dos al descanso. En el tercer cuarto, Tatum lanzó solo dos veces a canasta, a pesar de que jugó los doce minutos. Horford anotó solo dos puntos en cuatro tiros en el juego después de anotar 26 en el primer partido. Los Celtics acertaron solo el 37,5% de sus tiros de campo, anotando la menor cantidad de puntos desde el 29 de diciembre, cuando tenían un balance de 16-19.
Andre Iguodala, jugador de los Warriors, se perdió el partido debido a una inflamación en la rodilla derecha. Su compañero de equipo Gary Payton II, quien jugó por primera vez desde que se fracturó el codo hace un mes en su serie contra Memphis Grizzlies, anotó siete puntos en 25 minutos.

### Partido 3
| 8 de junio                  | Golden State Warriors                                             | 100–116 (Series: 1–2) | Boston Celtics                                                 | |  |  |
|                             | Parciales: 22–33, 34–35, 33–25, 11–23                             |                       |                                                                | |  |  |
|                             | Estadísticas Stephen Curry 31 Looney, Wiggins 7 c/u Otto Porter 4 | Reporte Pts Reb Asts  | Estadísticas Jaylen Brown 27 Robert Williams 10 Jayson Tatum 9 | Pabellón: TD Garden, Boston, Massachusetts Asistencia: 19.156 espectadores Árbitros: Scott Foster, David Guthrie, Courtney Kirkland |  |  |
| Boston lidera la serie, 2–1 |                                                                   |                       |                                                                | |  |  |
|                             |                                                                   |                       |                                                                | |  |  |

Brown anotó 27 puntos y Tatum tuvo 26 en la victoria de Boston por 116-100 para una ventaja de 2-1 en la serie. Los Celtics llegaron a tener una ventaja de hasta 18 puntos en la primera mitad, pero Golden State volvió a subir en el tercer cuarto, superando a Boston 33-25 detrás de 15 puntos de Curry. Los Warriors tomaron brevemente la delantera con 83–82, pero los Celtics volvieron a adelantarse con 93–89 al final del período. Boston superó a Golden State 23-11 en el último cuarto. Los Celtics fueron el equipo más físico, superando a los Warriors 52-26 en la pintura y superándolos en rebotes 47-31. Robert Williams III capturó 10 rebotes y puso cuatro de los siete tapones del equipo.
Curry terminó con 31 puntos y seis triples, y Thompson agregó 25 puntos y cinco triples. Green se limitó a dos puntos, cuatro rebotes y tres asistencias antes de ser eliminado por faltas por segunda vez en la serie. Se convirtió en el primer jugador en la historia de las Finales en cometer una falta después de jugar al menos 34 minutos con menos de cinco puntos, cinco rebotes y cinco asistencias. Curry se lesionó al final del cuarto cuando Horford cayó sobre su pierna mientras perseguía un balón suelto.

### Partido 4
| 10 de junio         | Golden State Warriors                                            | 107–97 (Series: 2–2) | Boston Celtics                                                 | |  |  |
|                     | Parciales: 27–28, 22–26, 30–24, 28–19                            |                      |                                                                | |  |  |
|                     | Estadísticas Stephen Curry 43 Andrew Wiggins 16 Draymond Green 8 | Reporte Pts Reb Asts | Estadísticas Jayson Tatum 23 Robert Williams 12 Jayson Tatum 6 | Pabellón: TD Garden, Boston, Massachusetts Asistencia: 19.156 espectadores Árbitros: James Capers, Kane Fitzgerald, Eric Lewis |  |  |
| Serie empatada, 2–2 |                                                                  |                      |                                                                | |  |  |
|                     |                                                                  |                      |                                                                | |  |  |

### Partido 5
| 13 de junio                       | Boston Celtics                                                  | 94–104 (Series: 2–3) | Golden State Warriors                                            | |  |  |
|                                   | Parciales: 16–27, 23–24, 35–24, 20–29                           |                      |                                                                  | |  |  |
|                                   | Estadísticas Jayson Tatum 27 Jayson Tatum 10 Brown, Tatum 4 c/u | Reporte Pts Reb Asts | Estadísticas Andrew Wiggins 26 Andrew Wiggins 13 Stephen Curry 8 | Pabellón: Chase Center, San Francisco, California Asistencia: 18.064 espectadores Árbitros: Marc Davis, Tony Brothers, Josh Tiven |  |  |
| Golden State lidera la serie, 3–2 |                                                                 |                      |                                                                  | |  |  |
|                                   |                                                                 |                      |                                                                  | |  |  |

### Partido 6
| 16 de junio                     | Golden State Warriors                                            | 103–90 (Series: 4–2) | Boston Celtics                                            | |  |  |
|                                 | Parciales: 27–22, 27–17, 22–27, 27–24                            |                      |                                                           | |  |  |
|                                 | Estadísticas Stephen Curry 34 Draymond Green 12 Draymond Green 8 | Reporte Pts Reb Asts | Estadísticas Jaylen Brown 34 Al Horford 14 Marcus Smart 9 | Pabellón: TD Garden, Boston, Massachusetts Asistencia: 19.156 espectadores Árbitros: Zach Zarba, David Guthrie, John Goble |  |  |
| Golden State gana la serie, 4–2 |                                                                  |                      |                                                           | |  |  |
|                                 |                                                                  |                      |                                                           | |  |  |